# Azuré de la luzerne
Leptotes pirithous
Espèce
L’Azuré de la luzerne ou Azuré de Lang (Leptotes pirithous) est une espèce de lépidoptères (papillons) de la famille des Lycaenidae et de la sous-famille des Polyommatinae.

## Noms vernaculaires
- En français : l’Azuré de la luzerne ou l'Azuré de Lang[1].
- En anglais : Lang's Short-tailed Blue ou Common Zebra Blue[2].
- En espagnol : Gris Estriada[2].

## Description
L'imago de Leptotes pirithous est un petit papillon dont le dessus des ailes est bleu-violet chez le mâle, et brun avec des zones blanchâtres et une suffusion basale bleue chez la femelle.
Le dessous des ailes est beige foncé orné de marbrures blanches, avec au niveau de l'angle anal de l'aile postérieure deux taches marginales noires cerclées de bleu et d'orange ainsi qu'une petite queue.

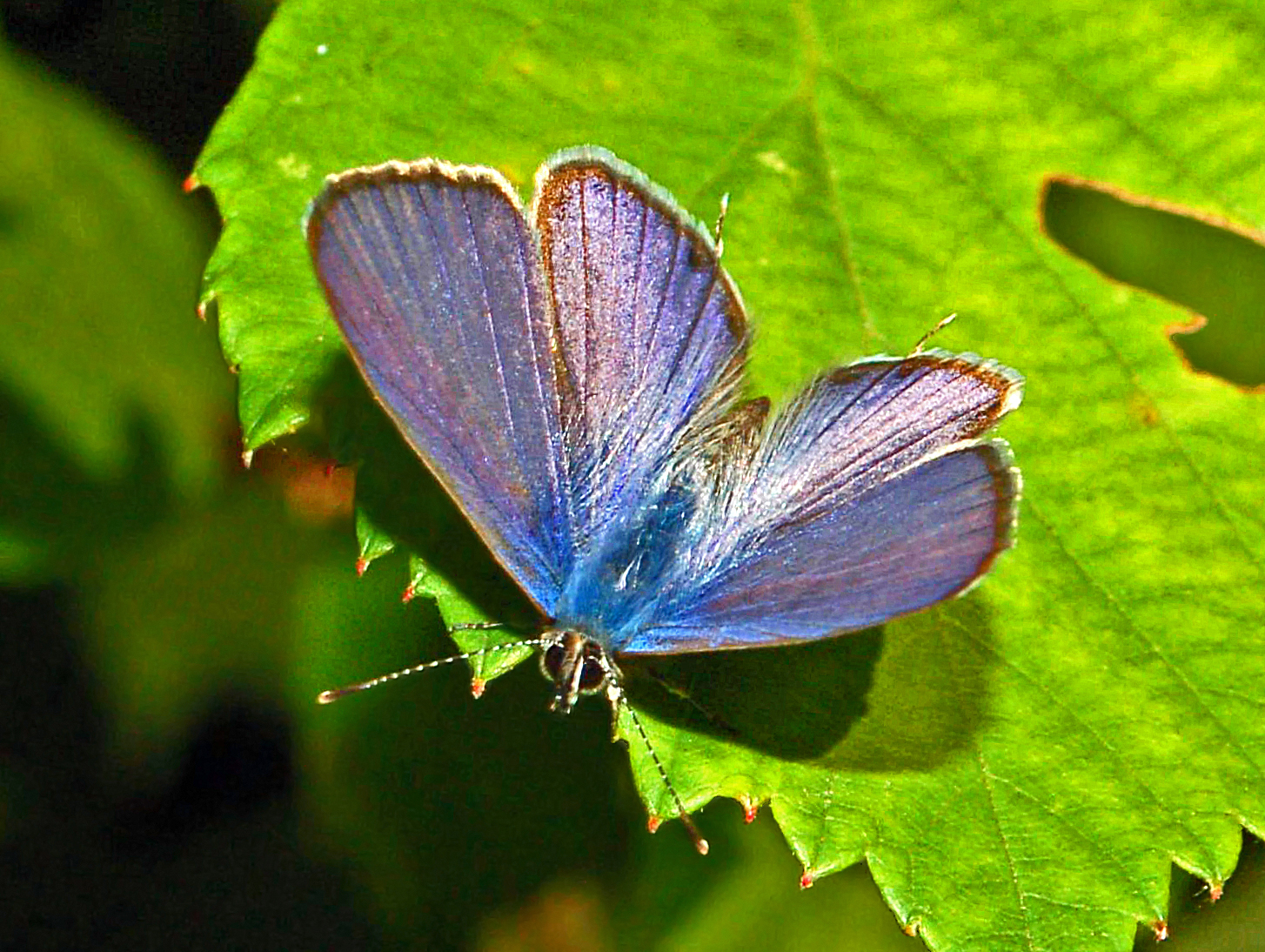
Dessus d'un mâle.
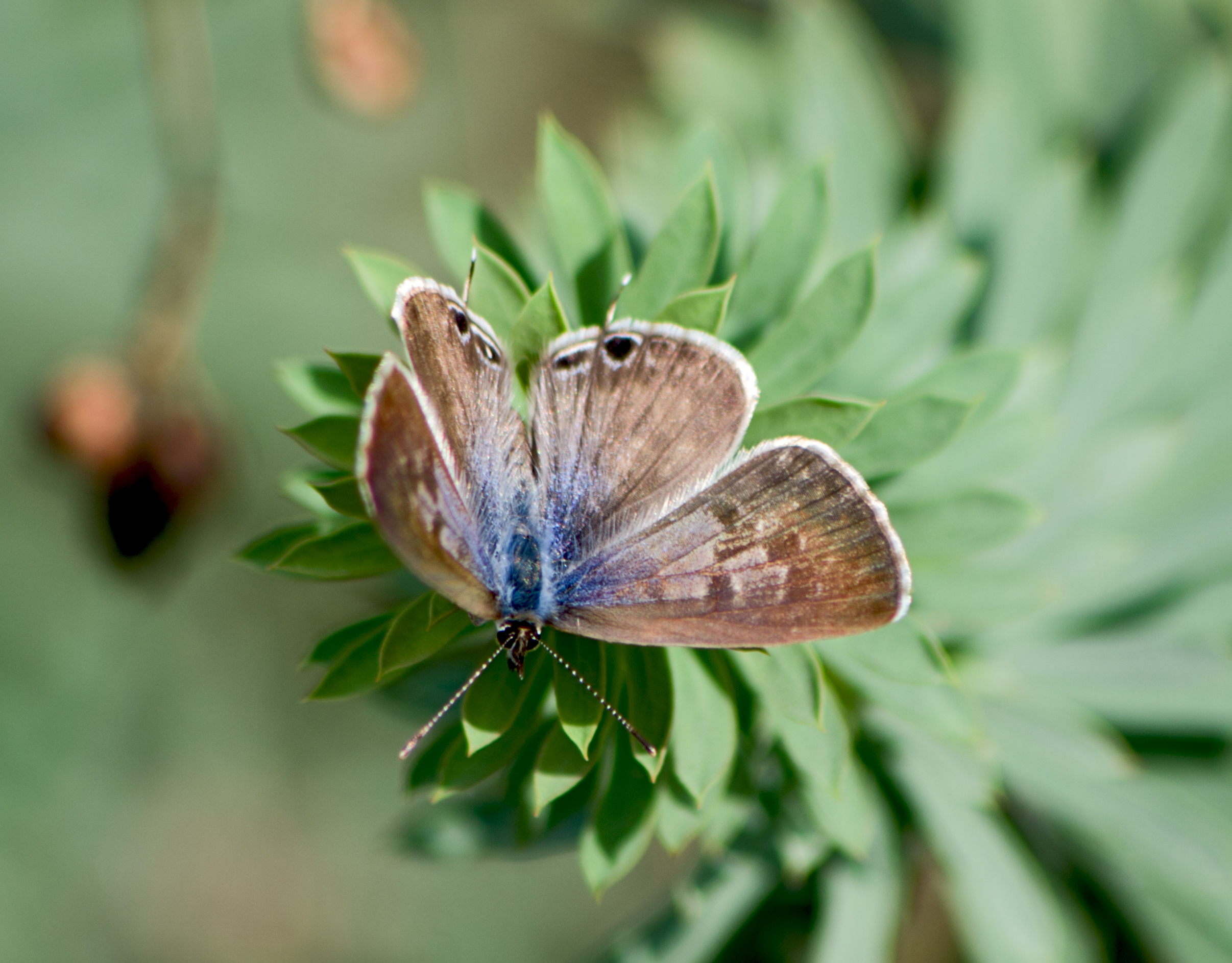
Dessus d'une femelle.
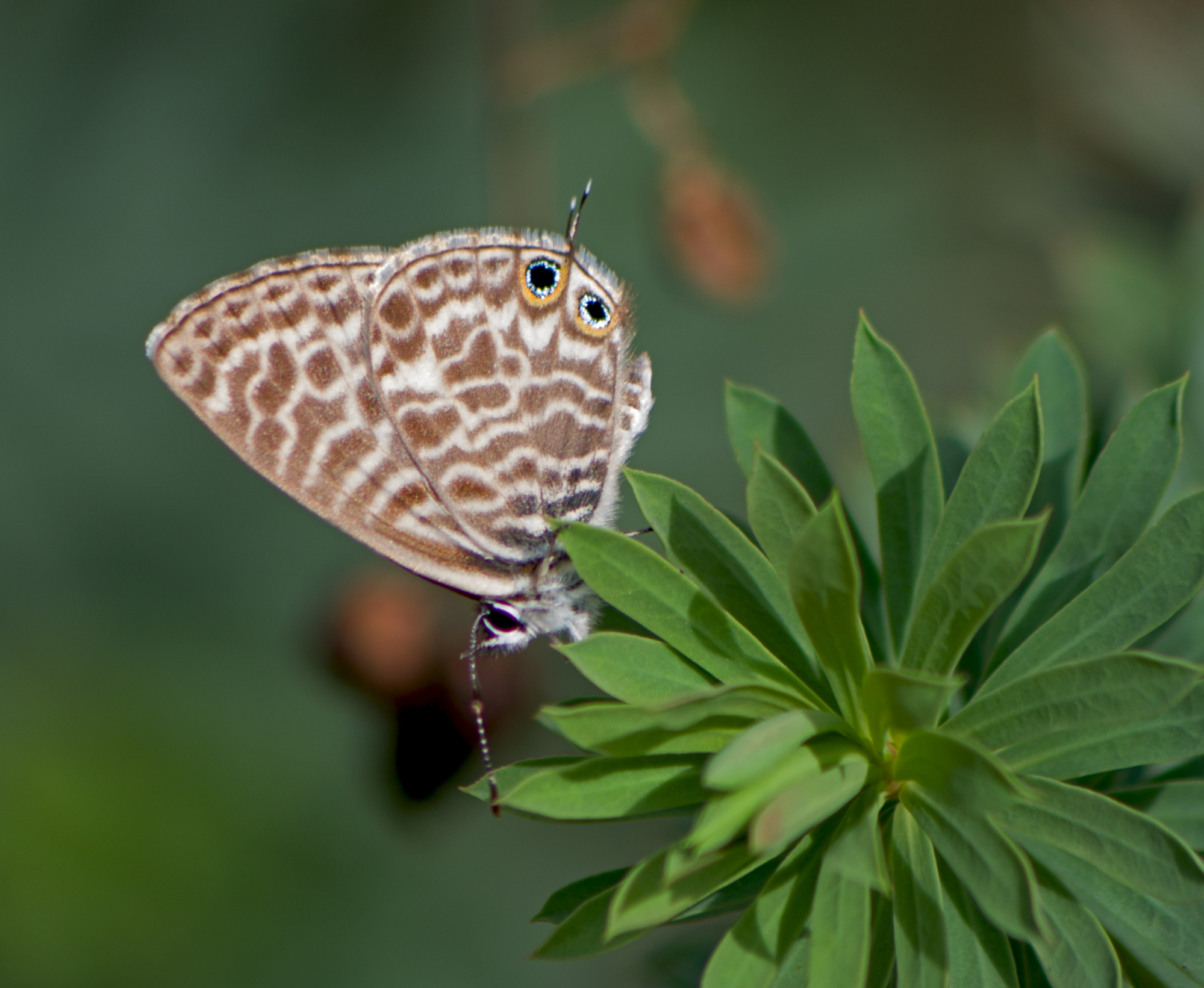
Dessous.

### Espèces ressemblantes
Leptotes pirithous ressemble beaucoup à plusieurs autres espèces du genre Leptotes qu'il peut côtoyer en Afrique. En Europe, il est le seul Leptotes, mais il ressemble un peu à Lampides boeticus et Cacyreus marshalli, dont les motifs zébrés au revers des ailes sont cependant différents.

## Biologie

### Phénologie
Leptotes pirithous est une espèce multivoltine (elle produit plusieurs générations par an) et les papillons sont visibles de février à octobre en fonction du lieu.

### Plantes hôtes
La chenille a de très nombreuses plantes hôtes, notamment des Fabaceae (des Indigofera, des Rhynchosia, des Vigna, des Burkea, des Mundulea, des Melilotus, Medicago sativa, Trifolium alexandrinum, Arachis hypogaea, des Ulex, des Genista, des Dorycnium, Onobrychis viciifolia), mais aussi des Crataegus, Quercus suber, Plumbago capensis, Calluna vulgaris et Lythrum salicaria.

### Biotopes
L'espèce se rencontre dans des habitats variés, notamment les friches, cultures et jardins.

## Distribution

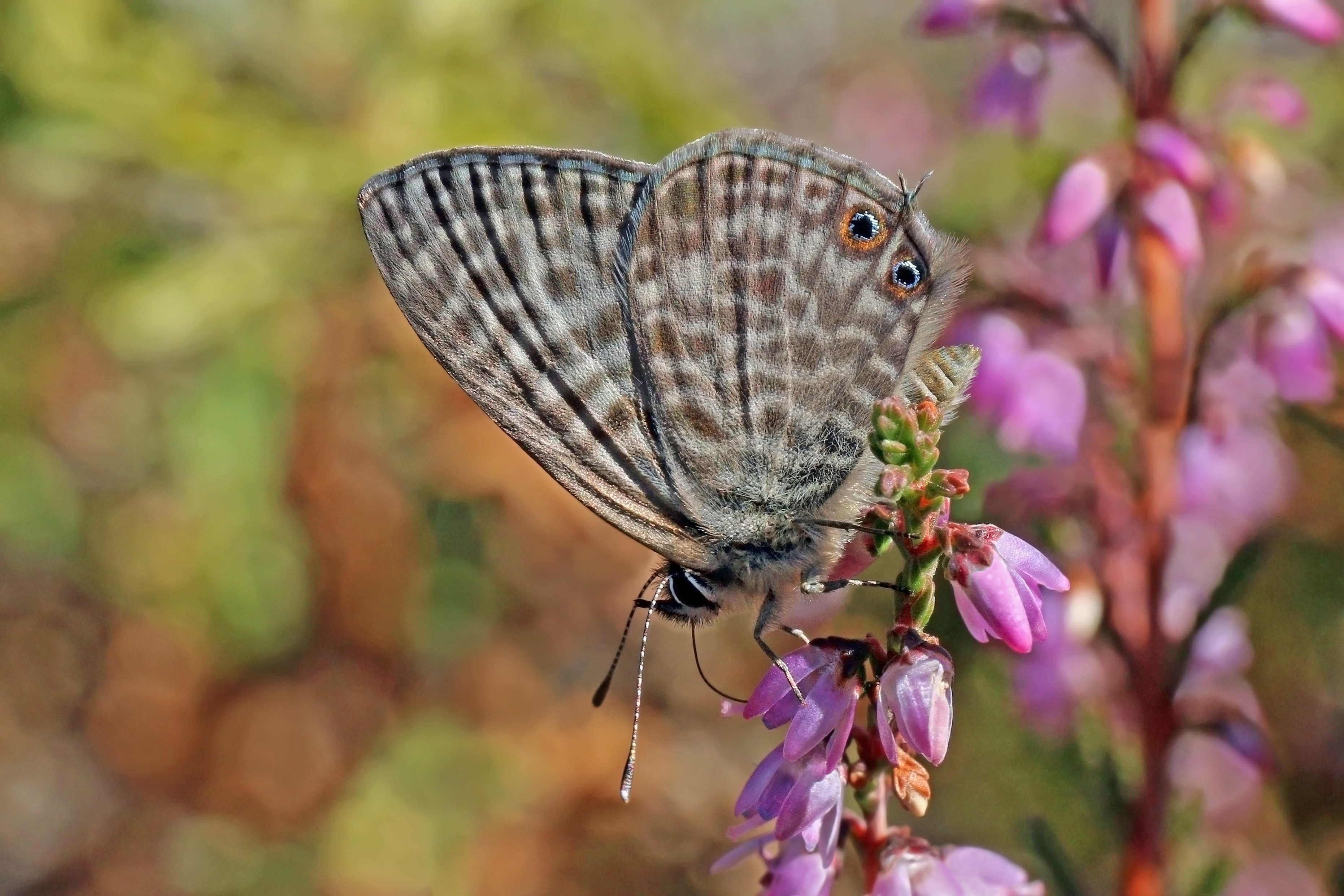
Un mâle de Leptotes pirithous, au Portugal.

Espèce la plus largement répandue du genre Leptotes, Leptotes pirithous est résidente dans toute l'Afrique, à Madagascar, aux Mascareignes, dans le Sud de l'Europe (notamment le Sud de l'Espagne, de la France et de l'Italie, les îles et les côtes méditerranéennes), en Asie Mineure et plus à l'est jusqu'à l'Himalaya,.
Par ailleurs, l'espèce est observée en tant que migratrice dans d'autres régions d'Europe : le reste de l'Espagne, de l'Italie, les deux tiers sud de la France, en Suisse, dans le Sud de l'Allemagne et dans les Balkans.

## Systématique
L'espèce Leptotes pirithous a été décrite par le naturaliste suédois Carl von Linné en 1767 sous le nom initial de Papilio pirithous. La localité type est l'Algérie,.
Elle a pour synonymes :
- Papilio pirithous Linnaeus, 1767 — protonyme
- Papilio telicanus Lang, 1789
- Lycaena hoffmannseggii Zeller, 1850
- Syntarucus pirithous (Linnaeus, 1767)

Plusieurs sous-espèces ont été décrites :
- Leptotes pirithous pirithous (Linnaeus, 1767) — en Europe et en Afrique du Nord.
- Leptotes pirithous insulanus (Aurivillius, 1924) — sur l'île Europa.
- Leptotes pirithous capverti Libert, Baliteau & Baliteau, 2011 — au Cap-Vert.

Des travaux de phylogénétique moléculaire publiés en 2019 ont conclu que les populations de Leptotes pirithous de Madagascar et des Mascareignes constituent en réalité une espèce distincte, décrite sous le nom de Leptotes durrelli Fric, Pyrcz & Wiemers, 2019.

## Protection
L'espèce n'a pas de statut de protection particulier en France.